# Kelly Lin

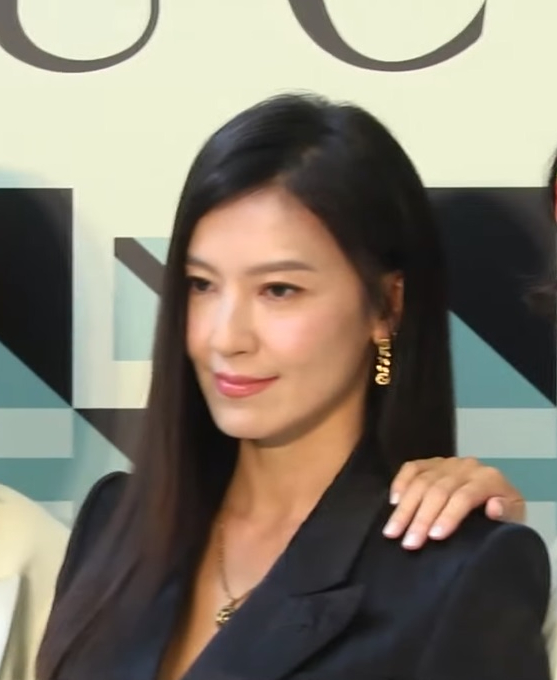
Kelly Lin, 2022

Kelly Lin (chinesisch 林熙蕾, Pinyin Lín Xīlěi, W.-G. Lin Hsi-Lei, Jyutping Lam4 Hei1leoi5, kantonesisch Lam Hei Lui; * 29. Oktober 1975 in Taiwan) ist eine taiwanische Schauspielerin und Model. Sie tritt größtenteils in Hongkong-Filmen in Erscheinung.

## Leben und Werk
Kelly Lin wurde 1975 in Taiwan geboren, wanderte jedoch mit ihrer Familie im Alter von neun Jahren nach Los Angeles im US-Bundesstaat Kalifornien aus, wo sie auch aufwuchs. Nach ihrem Studienabschluss an der University of California, Irvine in den Fächern Volkswirtschaft und Komparatistik, strebte sie zunächst eine Karriere im Showbusiness in ihrem Geburtsland an. Sie nahm einige Demobänder auf und versuchte sich zu Beginn ihres künstlerischen Werdegangs als Sängerin, obgleich sie wegen ihrer äußeren Erscheinung ein gern gebuchtes Fotomodell wurde. Daneben folgten erste Aufnahmen für Werbeproduktionen und -spots.
Im Jahr 2002 wurde sie vom Männermagazin FHM zu Asiens erotischster Frau gewählt, eine Auszeichnung auf die unzählige Fotoshootings für namhafte Modezeitschriften in Hongkong, Taiwan und der Volksrepublik China folgten. 2005 schaffte sie es sogar auf das Titelbild der französischen Marie Claire, zwei Jahre später auf die italienische Ausgabe des Modeblattes Vogue. Abseits ihrer Arbeit als Fotomodell debütierte Lin Ende der 1990er Jahre vor einer Filmkamera. Es folgten mehrere Spielfilmproduktionen mit Hongkong-Regisseuren wie Tsui Hark, Patrick Tam und vor allem Johnnie To. Mit den ersten Erfolgen im neuen Medium Film verwarf sie letztendlich die Idee, Sängerin zu sein, und konzentriert sich seitdem voll auf die Schauspielerei.
Im Jahr 2002 zog sie sich kurzzeitig vom Filmgeschäft zurück, nachdem ihr vorwiegend stupide Filmrollen als hübsche Begleiterin des Hauptdarstellers angeboten wurden. Nach einer fast dreijährigen Pause nahm sie anspruchsvollere Angebote in zum Teil preisgekrönten Filmproduktionen aller Genres an, die sie gleichzeitig als Darstellerin herausforderten. Für das im Jahr 2006 unter der Regie von Patrick Tam realisierte Filmdrama After This Our Exile erhielt sie eine Nominierung für die Hong Kong Film Awards in der Kategorie Beste Nebendarstellerin.

## Filmografie (Auswahl)
- 1999: The Tricky Master (Chin wong ji wong 2000)
- 1999: Du xia da zhan Lasi Weijiasi
- 1999: The Legend of Speed (Lit feng chin che 2 gik chuk chuen suet)
- 2000: Naked Killer – The Final Judgement (Raped by an Angel 5: The Final Judgement)
- 2000: Bad boy dak gung
- 2001: Asian Charlie’s Angels
- 2001: Chuet sik san tau
- 2001: Fulltime Killer
- 2001: Zu Warriors (Shu shan zheng zhuan)
- 2001: Running out of Time II (Am zin 2)
- 2002: Sleeping with the Dead (Cham bin hung leng)
- 2002: Zhu ba da lian meng
- 2002: Bin lim mai ching
- 2002: Ngo joh aan gin diy gwai
- 2006: Dongjing Shenpan
- 2006: After This Our Exile (Fu zi)
- 2007: Triangle (Tie saam gok)
- 2007: Boarding Gate
- 2007: Sun taam
- 2008: The Sparrow

- 2009: Written By
- 2009: My Fair Gentleman
- 2010: Reign of Assassins
- 2010: Showtime
- 2010: Just Call Me Nobody
- 2011: The Devil Inside Me
- 2012: Money Island Love

Quelle: Hong Kong Movie Database